# ايمانويل كليمنت
ايمانويل كليمنت (بالفرنسية: Emmanuel Clément)‏ (15 أكتوبر 1971 بكولمار في فرنسا - ) هو لاعب كرة قدم فرنسي في مركز الدفاع. لعب مع ستاد ريمس ونادي أميين ونادي بولون ونادي ميتز ونادي نيور ونادي كاليه ‏ ونادي شارلفيل ‏.

## وصلات خارجية
- ايمانويل كليمنت على موقع قاعدة بيانات كرة القدم.إي يو (الإنجليزية)